# Saluzzo (markizat)
Markizat Saluzzo, Margrabstwo Saluzzo – w latach 1142 – 1548 markizat w północno-zachodnich Włoszech.
Ostatni z markizów Saluzzo, Gian Gabriele I de Saluzzo, zmarł bezpotomnie w 1548 r. i markizat został przyłączony do Francji. W 1588 r. ziemie te zajął książę Sabaudii Karol Emanuel I Wielki, co stało się przyczyną sporu z Francją. W 1601 w wyniku pokoju w Lyonie Karol Emanuel formalnie włączył tereny byłego markizatu do Sabaudii.

## Markizowie (margrabiowie, markgrafowie) Saluzzo
- Otto (zm. 1084)
- Bonifatus (1084–1130)
- Manfred I (1130 - 1175), rządził od 1142
- Manfred II (1175 - 1215)
- Bonifatus (zm. w 1212)
- Manfred III (1215 - 1244)
- Tomasz I (1244 - 1296)
- Manfred IV (1296 - 1340)
- Fryderyk I (zm. w 1336)
- Tomasz II (1340 - 1357)
- Fryderyk II (1357 - 1391)
- Tomasz III (1391 - 1416)
- Ludwik I (1416 - 1475)
- Ludwik II (1475 - 1504), mąż Małgorzaty z Foix
- Antoni Michał (zm. 18 września 1528),
- Jan Ludwik: panował w latach 1528–1529, brat Antoniego Michała, zdetronizowany w 1531, zm. w 1563
- Franciszek (1529 - 1537), zm. 28 marca 1537, brat Antoniego Michała
- Gabriel (1537 - 1548), zdetronizowany i uwięziony, zm. 29 lipca 1548 - ostatni markiz Saluzzo.